# Villa Dos Trece
Villa Dos Trece, aussi appelée Villa Kilómetro 213, est une localité argentine située dans le département de Pirané, province de Formosa.

## Histoire
La date de fondation est 9 mai 1927, lorsque les cours ont commencé dans l'école provinciale 54. L'origine du nom est le Kilómetro 213 Navegación Río Bermejo, qui est la distance de l'embouchure du río Bermejo dans le río Paraguay. En 1962, elle a pris le nom actuel de Villa Dos Trece. Le 19 mai 1957, la Comisión de Fomento a été créée, devenant une municipalité de 3e catégorie en 1982.
Villa Dos Trece se caractérise par un melting pot d'ethnies, étant la convergence de créoles venant de la province de Corrientes et d'immigrants et d'enfants d'immigrants arrivés par la province du Chaco, principalement des Allemands de la Volga, d'autres Polonais, Yougoslaves, Bulgares, en plus petite proportion.